# 12 ani de sclavie (film)
12 ani de sclavie (titlu original: în engleză 12 Years a Slave) este un film american din 2013 regizat de Steve McQueen. În rolurile principale joacă actorii Michael Fassbender, Benedict Cumberbatch, Paul Dano, Paul Giamatti, Lupita Nyong'o, Sarah Paulson, Brad Pitt și Alfre Woodard. A câștigat Premiul Oscar pentru cel mai bun film în 2014.
Este o adaptare a autobiografiei Twelve Years a Slave scrisă de Solomon Northup (1853), cu Chiwetel Ejiofor în rolul principal. Northup este un om liber afroamerican care este răpit și vândut ca sclav într-o plantație din Louisiana.

## Distribuție

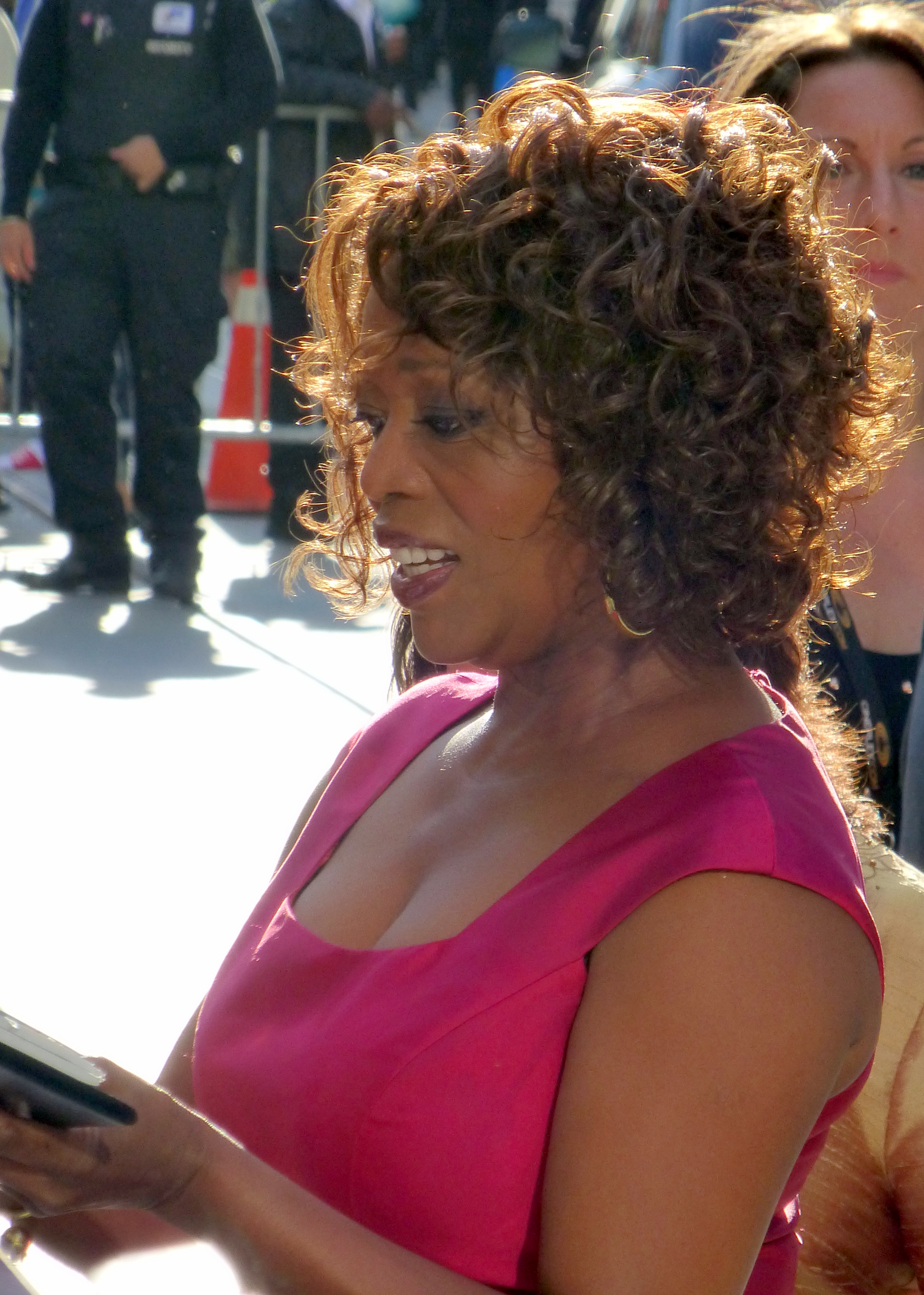
Alfre Woodard la premiera filmului 12 ani de sclavie

- Chiwetel Ejiofor în rolul lui Solomon Northup
- Lupita Nyong'o în rolul lui Patsey
- Michael Fassbender în rolul lui Edwin Epps
- Sarah Paulson în rolul lui Mary Epps
- Benedict Cumberbatch în rolul lui William Ford
- Brad Pitt în rolul lui Samuel Bass
- Paul Dano în rolul lui John Tibeats
- Adepero Oduye în rolul lui Eliza
- Paul Giamatti în rolul lui Theophilus Freeman
- Garret Dillahunt în rolul lui Armsby
- Scoot McNairy în rolul lui Brown
- Taran Killam în rolul lui Hamilton
- Chris Chalk în rolul lui Clemens Ray
- Michael K. Williams în rolul lui Robert
- Liza J. Bennett în rolul lui Mistress Ford
- Kelsey Scott în rolul lui Anne Northup
- Alfre Woodard în rolul lui Mistress Harriet Shaw
- Quvenzhané Wallis în rolul lui Margaret Northup
- Devyn A. Tyler în rolul lui Adult Margaret Northup
- Cameron Zeigler în rolul lui Alonzo Northup
- Rob Steinberg în rolul lui Parker
- Jay Huguley în rolul lui Sheriff Villiere
- Christopher Berry în rolul lui James Burch
- Bryan Batt în rolul lui Judge Turner
- Bill Camp în rolul lui Radburn
- Dwight Henry în rolul lui Uncle Abram
- Deneen Tyler în rolul lui Phebe
- Ruth Negga în rolul lui Celeste

## Vezi și
- A 71-a ediție a Premiilor Globul de Aur